# Szodang

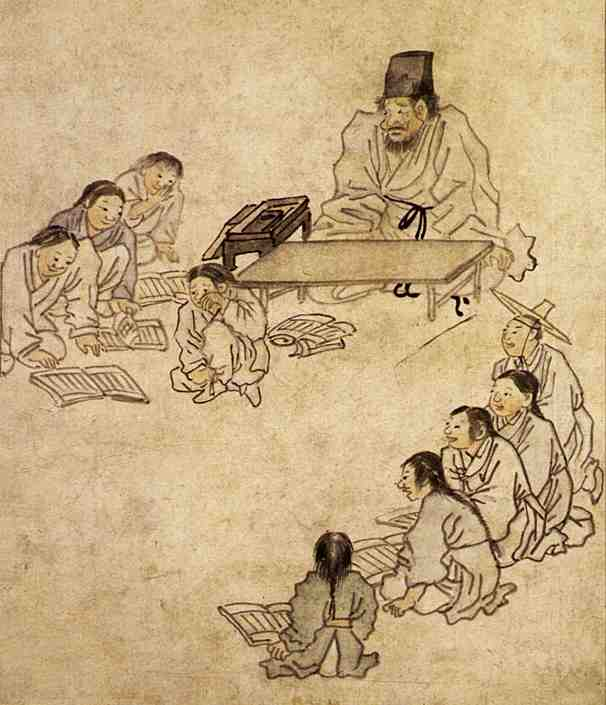
Szodang (Seodang), falusi iskola. Kim Hongdo rajza a 18. századból

A szodang (hangul: 서당, handzsa: 書堂, RR: seodang) a falusi iskolák megnevezése volt a Csoszon (Joseon)-korban. A kor vége felé körülbelül 16 000 létezett szerte az országban, és bárki nyithatott ilyet. Alapvető konfuciánus klasszikusokat olvastak itt. Az általános iskola elődjének tekinthető Koreában.

## Története
A szodang (seodang) elődjének a Korjo (Goryeo)-korban kialakult kjongdang (gyeongdang) (경당) magániskola tekinthető. A szodang (seodang) eleinte a vidéki jangban (yangban) nemesek fiainak oktatására jött létre, a korszak második felében azonban megváltozott a szerepe, bárki nyithatott ilyen iskolát, és a köznépet is elkezdték oktatni, azonban csak a férfiakat. Rendszerint különböző korú gyerekek tanultak együtt, de nem volt ritka a húsz év fölötti tanuló sem. Konfuciánus klasszikusokat olvastak. Egy-egy könyv befejezésekor a szülők megajándékozták a tanárt, az ajándék általában azukibabbal vagy szójababbal töltött rizssütemény volt. Körülbelül 45 falura jutott egy ilyen falusi iskola, a kor végére 16 000 létezett belőlük szerte az országban.